# Dharmapála

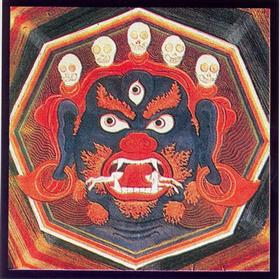
Jeden z „ochránců dharmy“: Mahákála (sanskrt: mahākāla)

Dharmapála (wylie: chos-skyong, čínsky: 護法神, japonsky: 護法善神) je typ hněvivého božstva ve vadžrajánovém buddhismu. Slovo je složeno ze sanskrtských slov dharma („nauka“, „dharma“) a pála (doslova „ochránce“). Do češtiny by se tak pojem dharmapála dal přeložit jako „ochránce dharmy“. Dharmapálové chrání nejen dharmu, ale ostatní buddhisty, kteří následuji svoji stezkou.
K nejznámějším dharmapálům patří např. Mahákála.

## Popis
V buddhistické ikonografii jsou tyto božstva zobrazovány v hrůzostrašné podobě. Vzhled dharmapálů je původem z indického náboženského umění, z kultu tančícího mnohorukého boha Šivy a jeho manželky Kálí. Jsou zobrazeny jako nízké, strašidelné bytosti s velkými svaly a čelistmi, připravenými pohltit každého, kdo se odváží jít proti Dharmě. Často mají více ruk i noh, jejich barva kůže je tmavá, většinou červená, modrá nebo černá. Do široka otevřené tři oči jsou podlity krví. Výzdoby z useknutých hlav, lebek a kostí jsou součásti jejich oblečení. Jejich zlé tváře vyjadřují odpor vůči světským požitkům, jejich mocné svaly znamenají schopnost porazit zlo. Tyto božstva mají více pohlaví, mezi ně patří jak muži, tak i ženy. I přesto, že jsou dharmapálové zobrazováni v hněvivé podobě, jsou pokládáni za bódhisattvy či přímo buddhy. O hlavních funkcích dharmapály se říká, že má zabránit vnitřním a vnějším překážkám, které brání duchovním praktikům v dosažení duchovních realizací, a také rozvíjet nezbytné podmínky pro jejich praktikování.
Dharmapálové se objevují i v mahájánovém buddhismu. Neexistuje klášter v Tibetu, který by nebyl chráněn „ochráncem dharmy“. Tibet nemůžeme považovat za první místo, kde se vyskytuje tento jev. Tradice má kořeny ještě od doby starověké Indie, kdy mahajanisté se hodně spoléhali na ochránce Dharmy. 

## Původ
V buddhistické mytologii existuji legendy o tom, jak byli démoni přeměněni na dharmapal magickou mocí svatých. Jak se říká v jedné z legend, Padmasambhava porazil mnoho božstev tibetského náboženství Bön, které dříve bránily šíření buddhismu v Tibetu. Padmasambhava dal démonům na vybranou - stát se ochráncem Buddhová učení, či rozpuštění do prázdnoty. Většina božstev vybrala první variantu.

## Klasifikace
Zpočátku rozlišovali čtyři dharmapály - strážci čtyř světových stran.
- Virúpákša - ochránce západu
- Virúdhaka - ochránce jihu
- Vaišravana - ochránce severu
- Dhrtaráštra - ochránce východu

Klasický tibetský seznam obsahuje 8 dharmapál.
1. Palden Lhamo. Je zlostná forma bohyně Sarasvatí. Má tři oči, tygří sukni, korunu s pěti lebkami a bílého mezka.
2. Beg-tse (tj. Žamsaran). Bůh války, také válečný bůh Mongolů. Má červenou kůži, oranžovo-červené vlasy a tři oči. V pravé ruce drží meč a lidské srdce. Na hlavě má helmu s pěti lebkami.
3. Mahákála. Jméno je spojené ze slov mahá („velký“) a kála („černý“).
4. Jamantaka „Přemožitel smrti“. Má 16 noh, 34 rukou, 9 hlav (jedna z nich je býčí). Každá hlava má tři očí.
5. Hayagriva. „Král moudrosti“. Jeho hlavní schopnost je ta, že léčí nemoci, a to hlavně kožní. Má tygří sukni a korunu s pěti lebkami.
6. Kubera (tj. Vaišravana). Také ho můžeme potkat v hinduismu a džinismu. Opatrovatel severu.
7. Jama „Král pekla“. Má býčí hlavu, rohy a tři oči. V ikonografii je občas pronásledován Jamantakou.
8. Gyalpo Pehar. Občas je vyobrazován s ptačí hlavou.

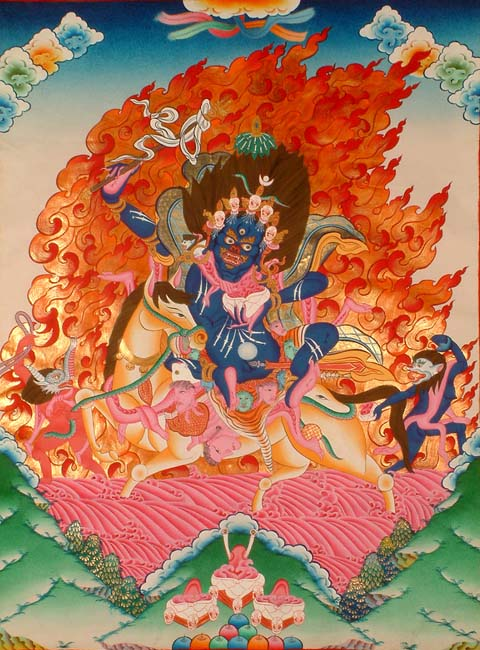
Palden Lhamo
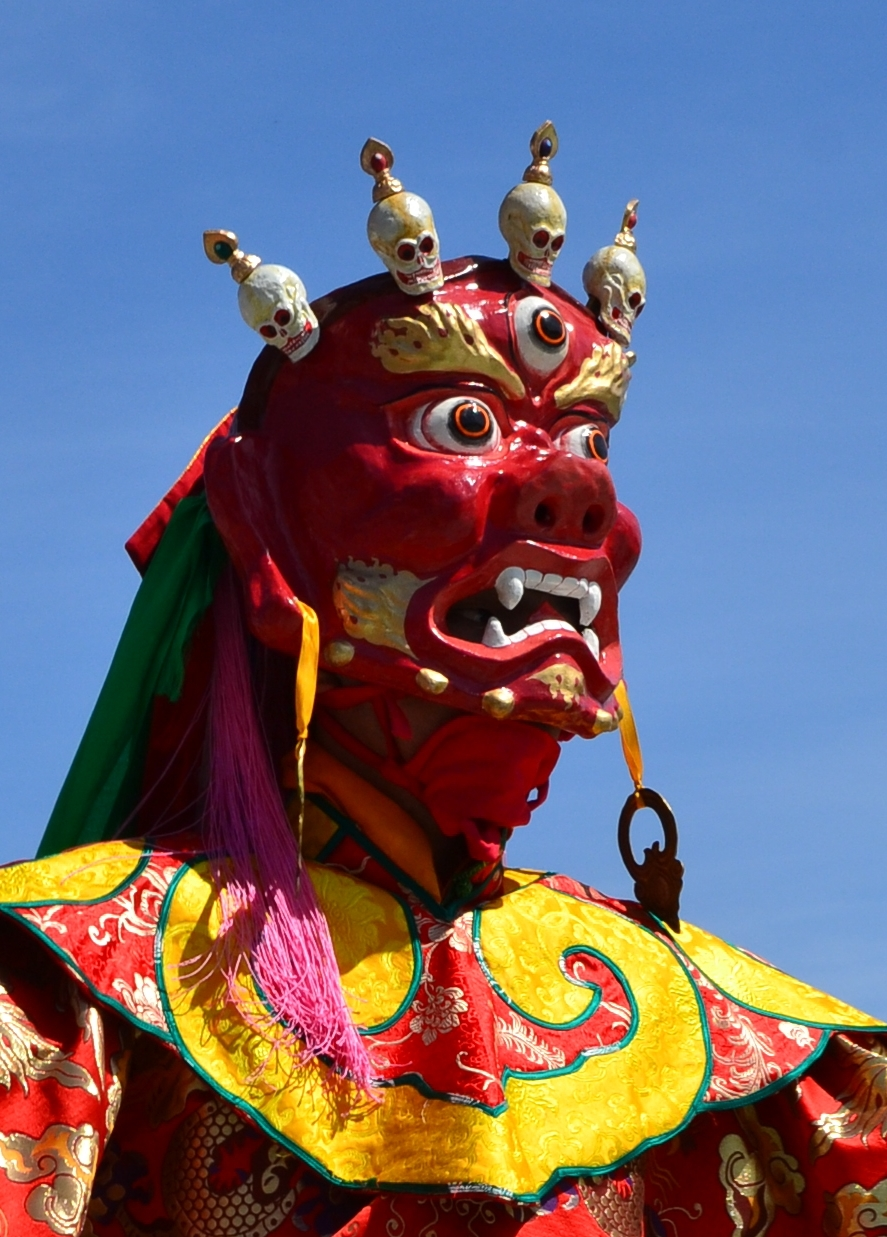
Begtse
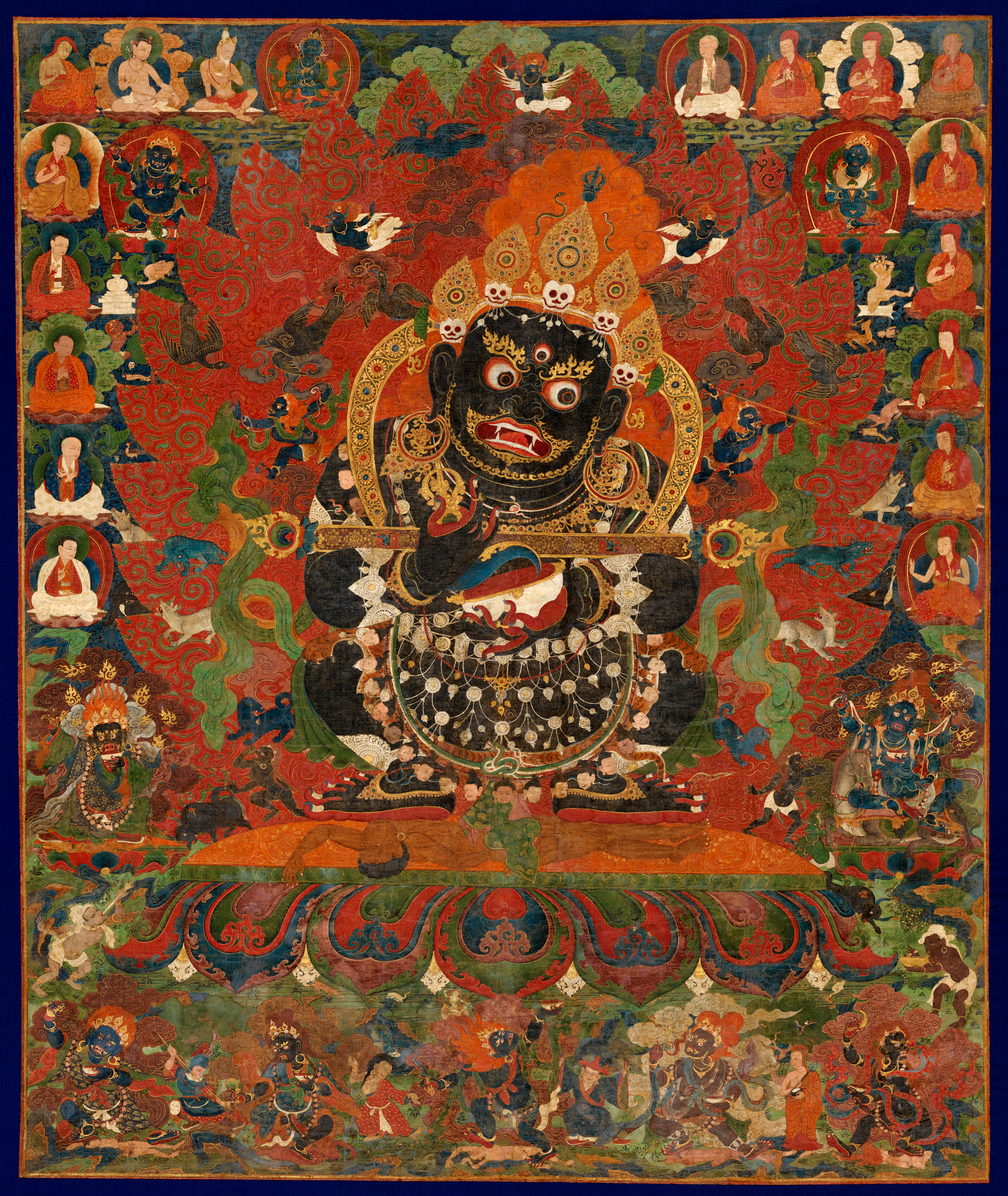
Mahákála
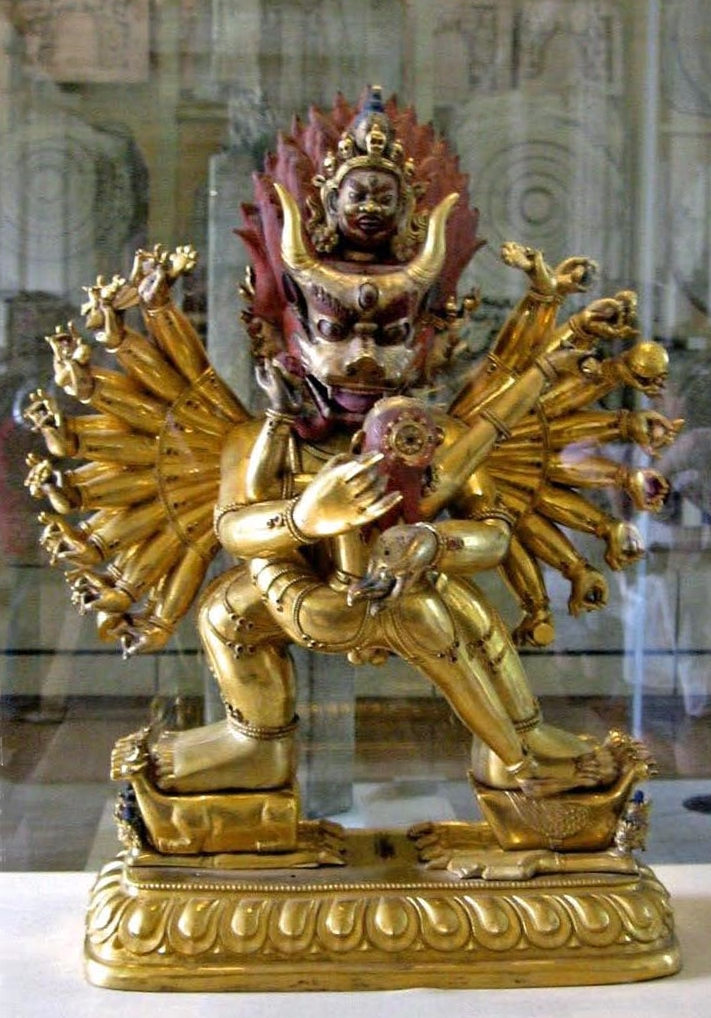
Jamantaka
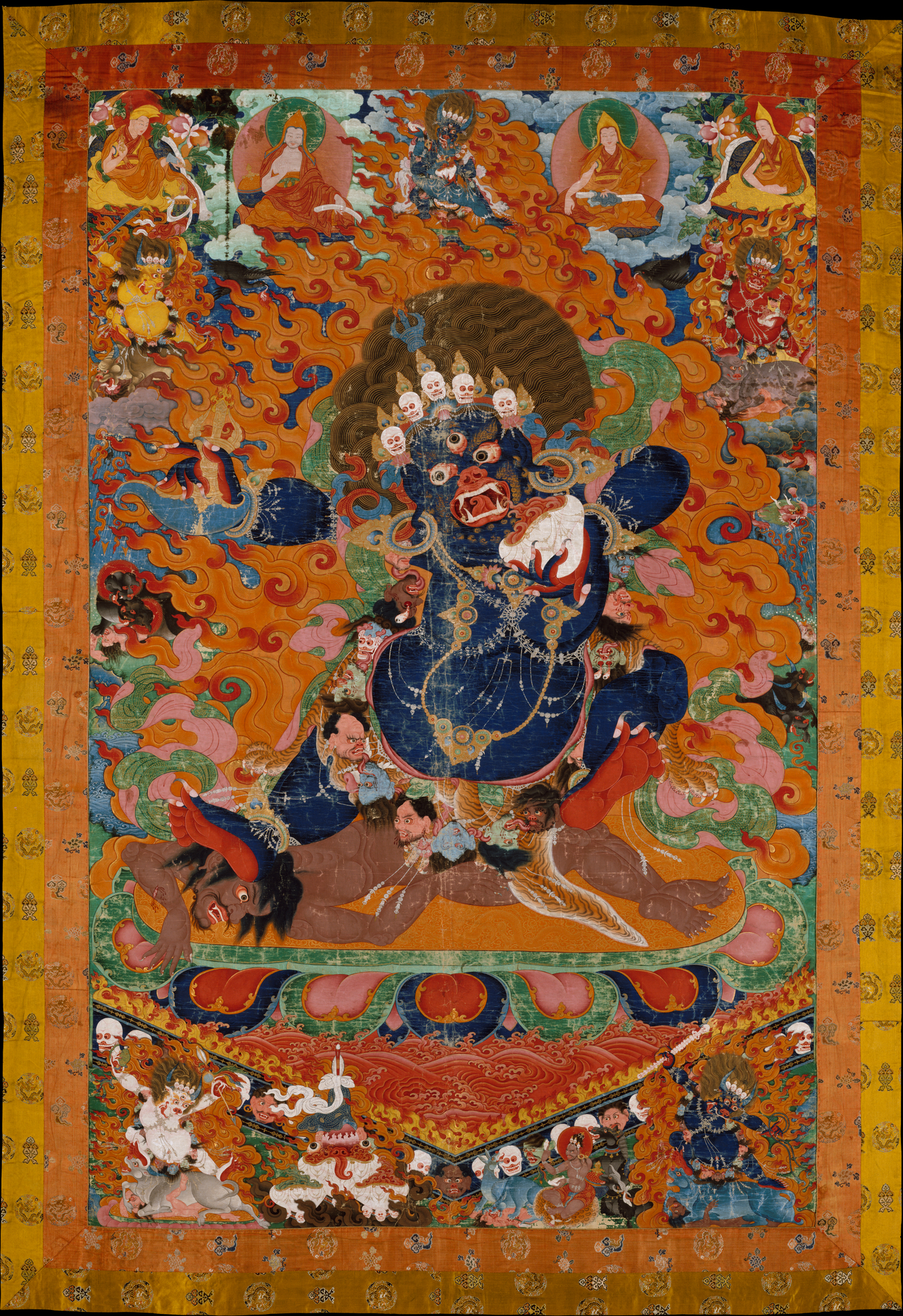
Jama
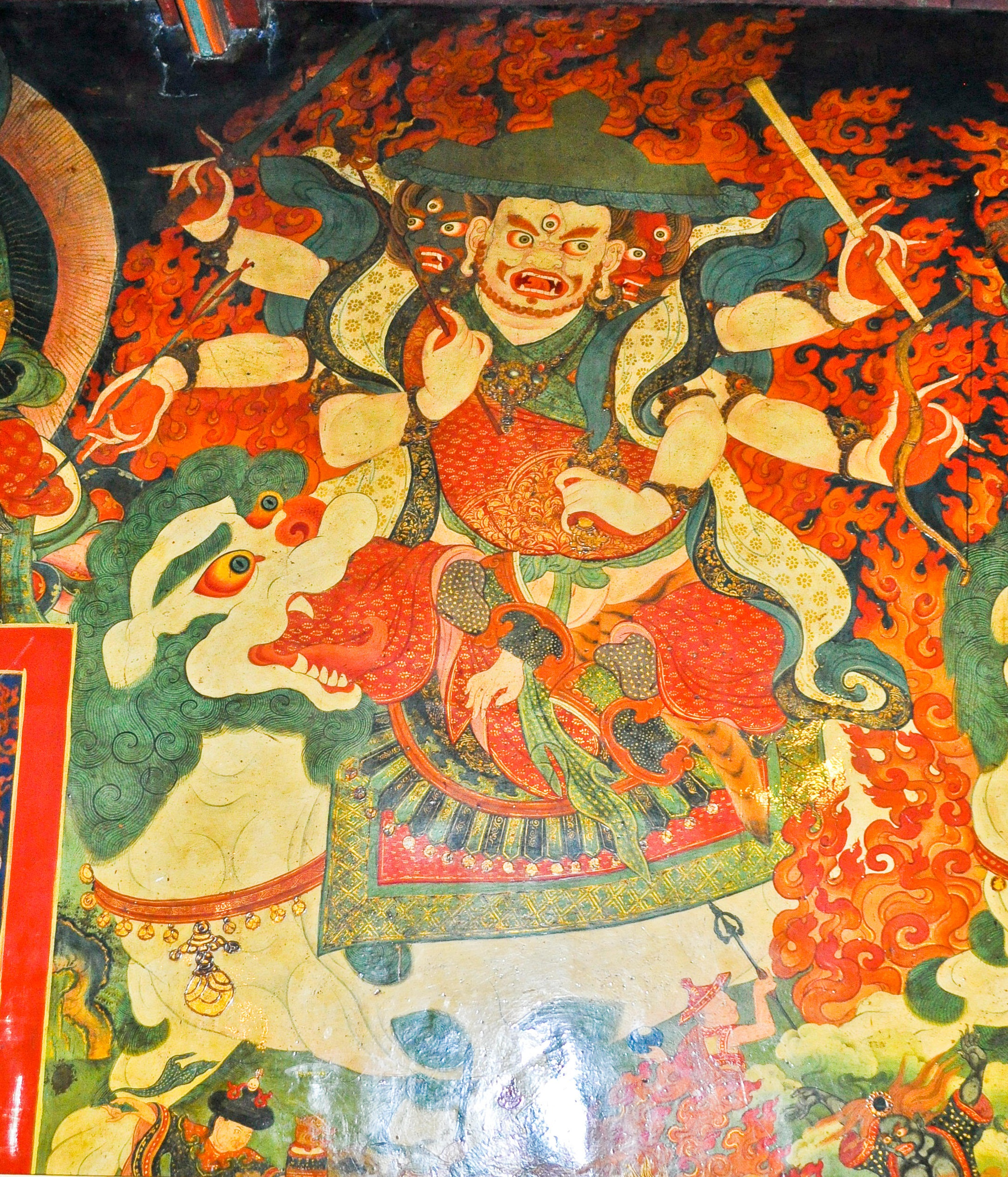
Gyalpo Pehar
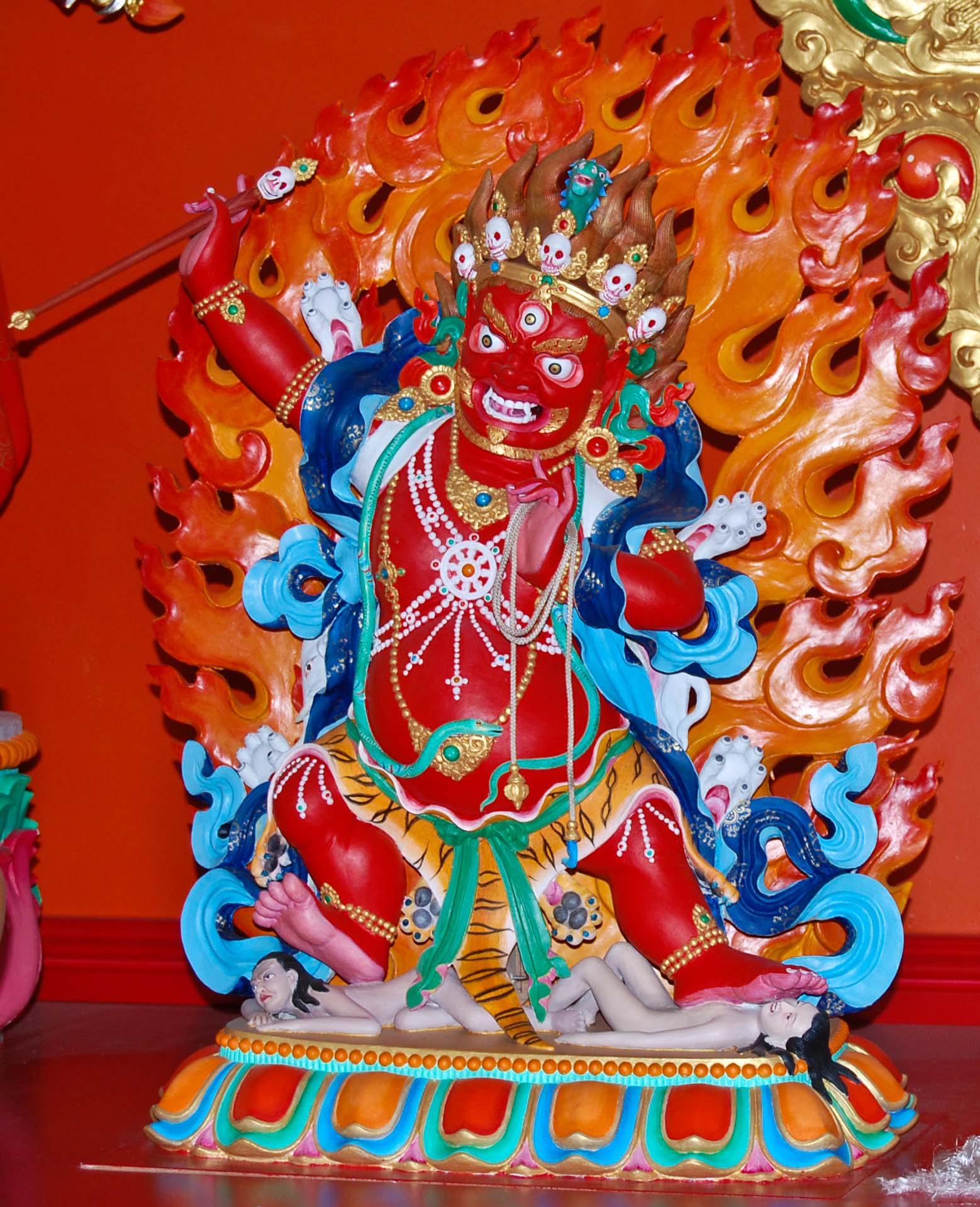
Hayagriva